# 光腺眶灯鱼
光腺眶灯鱼（学名：Diaphus suborbitalis），又名眶下眶灯鱼、灯笼鱼、七星鱼、光鱼，为輻鰭魚綱燈籠魚目灯笼鱼科的其中一種，分布於印度-西太平洋區的熱帶及亞熱帶海域，屬深海魚類，棲息深度在40-3240公尺，體長可達6.9公分，可做為食用魚。
体延长，侧扁，后部略细。头中等大。吻短，钝圆。眼大。口大，上颌骨狭长而延伸至前鳃盖后缘，末端不扩大；上下颌、锄骨、腭骨均具齿带，上下颌内侧齿延长。体被大而薄圆鳞，易脱落；侧线平直。背鳍单一，位于体中部，具软条13-15，后部另具一脂鳍；臀鳍基底略等于背鳍基底，具软条13-15；尾鳍叉形，尾鳍副鳍条柔软。

## 扩展阅读
維基物種上的相關：眶下眶灯鱼
1. ↑  . fish.haidiao.com.   [2019-04-25]. （原始内容存档于2019-04-25）.